# ベルベットの詩
「ベルベットの詩」（ベルベットのうた）は、日本のバンド・back numberの楽曲。2022年8月26日にバンド5作目の配信限定シングルとしてリリースされた。楽曲は映画「アキラとあきら」の主題歌に起用されている。

## 背景
2022年6月17日、back numberが同年8月26日公開の映画「アキラとあきら」の主題歌を担当することが発表された。
8月2日には、楽曲の歌詞を歌ネットにて先行公開し、新しいアーティストビジュアルも併せて公開された。
8月10日には、楽曲が同月26日にリリースされることが決定した。
リリース日の8月26日には、本楽曲のミュージックビデオが午後8時にYouTubeにてプレミア公開された。

## 制作
亀田誠治がプロデューサーを務めた。清水依与吏は楽曲について「傷も癒えないまま歩み続け剥き出しになった「中身」のような自分を、本能のままに叫ぶのではなく、美しいものだと願って歌う。もしかしたら自分達にとっても、いま必要な楽曲として生まれて来てくれたのかもしれません。」とコメントしている。

## チャート成績
本楽曲は、リリース初週に14,910ダウンロードを売り上げ、2022年8月31日公開（集計期間：2022年8月22日～8月28日）の「Billboard Japan Download Songs」にて初登場2位を獲得した 。

## 収録曲
| #  | タイトル           | 作詞・作曲 | 編曲     | 時間 |
| -- | ------------------ | ---------- | -------- | ---- |
| 1. | 「ベルベットの詩」 | 清水依与吏 | 小林武史 | 4:14 |

## タイアップ
- 映画「アキラとあきら」主題歌 [5]

## 収録アルバム
『ユーモア』
#9「ベルベットの詩」